# 크로아티아 U-16 축구 국가대표팀
크로아티아 U-16 축구 국가대표팀(크로아티아어: Hrvatska nogometna reprezentacija za igrače do 16 godina starosti)은 크로아티아를 대표하는 16세 이하의 축구 국가대표팀으로, 크로아티아의 축구 관리 기관인 크로아티아 축구 연맹의 관리를 받는다.

## 역대 감독
| 감독      | 임기 |
| --------- | ---- |
| 이반 구델 | 불명 |